# Ganz (Familienname)
Ganz ist dein deutscher Familienname.

## Namensträger
- Ábrahám Ganz (1814 oder 1815–1867), ungarischer Unternehmer
- Amiram Ganz (* 1952), uruguayischer Geiger und Hochschullehrer
- Anton Ganz (1899–1973), deutscher SS-Hauptsturmführer
- Armin Ganz (1948–1995), US-amerikanischer Filmarchitekt
- Axel Ganz (* 1937), deutscher Verleger
- Barbara Ganz (* 1964), Schweizer Radrennfahrerin
- Bruno Ganz (1941–2019), Schweizer Schauspieler
- Caterina Ganz (* 1995), italienische Skilangläuferin
- Clemens Ganz (1935–2023), deutscher Kirchenmusiker
- David Ganz (Paläograph) (* 1952), britischer Historiker und Paläograph
- David Ganz (Kunsthistoriker) (* 1970), deutscher Kunsthistoriker
- Emil Ganz (1879–1962), Schweizer Fotograf und Filmpionier
- Fiona Ganz (* 2000), Schweizer Tennisspielerin
- Fritz Ganz (1916–1992), Schweizer Radrennfahrer und Politiker
- Hans Ganz (1890–1957), Schweizer Schriftsteller, Maler und Komponist
- Hugo Ganz (1862–1922), deutscher Journalist, Schriftsteller und Pädagoge
- Jakob Ganz (1791–1867), Schweizer Prediger der Erweckungsbewegung
- Joachim Ganz (* 1942), deutscher Architekt
- Johann Friedrich Ferdinand Ganz (1741–1795), deutscher Jurist
- Johannes Ganz (Fotograf) (1821–1886), Schweizer Fotograf, Erfinder und Filmpionier
- Johannes Ganz (* 1932), deutscher Politiker (CDU)
- Josef Ganz (1898–1967), deutsch-ungarischer Ingenieur
- Jürgen Ganz (* 1955), deutscher Fußballspieler
- Klaus Ganz (* 1955), deutscher Fußballspieler
- Lowell Ganz (* 1948), US-amerikanischer Drehbuchautor, Regisseur, Schauspieler und Filmproduzent
- Maurizio Ganz (* 1968), italienischer Fußballspieler und -trainer
- Moritz Ganz (1802 oder 1806–1868 oder 1869), deutscher Cellist und Komponist
- Nicholas Ganz (* 1976), deutscher Fotograf und Autor
- Oliver Ganz (* 1963), deutscher Komponist und Musiker
- Paul Ganz (1872–1954), Schweizer Kunsthistoriker
- Peter Ganz (1920–2006), britischer Germanist und Hochschullehrer
- Philipp Ganz (1746–nach 1786), deutscher Kupferstecher
- Raffael Ganz (1923–2004), Schweizer Schriftsteller
- Reinhold Ganz (* 1939), deutsch-schweizerischer Orthopäde
- Rudolf Ganz (1848–1928), Schweizer Fotograf
- Rudolph Ganz (1877–1972), Schweizer Komponist, Pianist und Dirigent
- Tim Ganz (* 1997), deutscher Handballspieler
- Ursula Ganz-Blättler, Schweizer Film- und Fernsehwissenschaftlerin
- Victor Ganz (1913–1987), US-amerikanischer Kunstmäzen und -sammler
- William Ganz (1919–2009), US-amerikanischer Kardiologe
- Werner Ganz (1902–1995), Schweizer Historiker und Autor